# Рудник Вів'єн
Рудник Вів'єн – колишній гірничодобувний майданчик на заході Австралії. Одна з копалень на золоторудному полі Лавлерс/Егню.
Родовище золота Вів'єн виявили у 1901 році, після чого з 1902 по 1911 роки його розробку провадила Vivien Gold Mining Company, що змогла видобути 2,4 тонни золота (при його середньому вмісті в руді 12,5 грамів). В цей час роботи велись підземним способом, а рудне тіло відкрили на глибину до 120 метрів.
В 1912 – 1914, 1936 та 1940 – 1941 роках велась обмежена розробка Вів'єн.
В 1997 році на Вів'єн почали розробку відкритим способом, що в підсумку призвело до вилучення 5,8 тонни золота.
У 2014-му компанія Ramelius Resources викупила права на Вів'єн та в 2015 році почала спорудження тут транспортного ухилу для підземної розробки. За проектом, рудник мав досягнути глибини у 90 метрів та перебувати в ексуплуатації 3 роки, при  цьому запаси оцінювались у 3,4 тонни золота.
Також є відомості, що накопичений історичний видобуток з Вів'єн досягнув майже 11 тонн золота.